# Jill Galliéni
Jill Galliéni (née en 1948) est une artiste sculptrice française, affiliée à l'art brut ou l'art hors-les-normes.

## Biographie
Jill Galliéni est née en 1948 d'un père français, le comédien Michel Galliéni (nom de scène Michel de Ré) et d'une mère américaine. 
Son travail est essentiellement tourné autour de la poupée, qu'elle réalise dans divers matériaux textiles, à différentes échelles. Ses œuvres peuvent prendre la forme d'installation ou de groupes. Elle réalise également des œuvres graphiques qui sont des prières à Sainte-Rita. Certaines de ces prières, aujourd'hui au LAM et chez Christian Berst, sont ensuite cousues puis lavées, de manière que le contenu soit à jamais incompréhensible.

## Collections publiques
- Art et marges musée, Bruxelles (Belgique)
- Collection de l'art brut, Lausanne (Suisse)
- LaM, musée d'art moderne, d'art contemporain et d'art brut de Lille Métropole, Villeneuve d'Ascq (France)
- Musée Jean-Lurçat et de la tapisserie contemporaine, Angers (France)

## Publication
- Illustrations par Jill Gallieni de Jean Barral, Infinitude, Saint-Benoît-du-Sault, Tarabuste éd., 2008